# سیارک ۹۹۶۴
سیارک ۹۹۶۴ (به انگلیسی: 9964 Hideyonoguchi، نامگذاری:1992CF1) نه هزار و نهصد و شصت و چهارمین سیارک کشف شده‌است که در ۱۳ فوریه ۱۹۹۲ کشف شد.
قدر مطلق سیارک برابر ۲۸.۲ است.